# Guenrouët
Guenrouët là một xã trong vùng hành chính Pays de la Loire, thuộc tỉnh Loire-Atlantique, quận Saint-Nazaire, tổng Saint-Gildas-des-Bois. Tọa độ địa lý của xã là 47° 31' vĩ độ bắc, 01° 57' kinh độ đông. Guenrouët nằm trên độ cao trung bình là 30 mét trên mực nước biển, có điểm thấp nhất là 0 mét và điểm cao nhất là 73 mét. Xã có diện tích 69,9 km², dân số vào thời điểm 1999 là 1208 người; mật độ dân số là 17 người/km².

## Thông tin nhân khẩu
| 1962  | 1968  | 1975  | 1982  | 1990  | 1999  |
| ----- | ----- | ----- | ----- | ----- | ----- |
| 2.122 | 2.368 | 2.156 | 2.270 | 2.383 | 2.408 |

## Địa điểm tham quan
- Nhà thờ của Guenrouët